# Danièle Lebrun
Pour les articles homonymes, voir Lebrun.
Danièle Lebrun (parfois créditée Danielle Lebrun), née le 24 juillet 1937 au Cheylard (Ardèche), est une actrice française, sociétaire de la Comédie-Française. Elle est la sœur du philosophe Gérard Lebrun.

## Biographie

### Carrière
Fille d'un professeur d'université, elle est présentée par son frère, Gérard Lebrun, à Claude Autant-Lara pour le rôle principal dans le film Le Blé en herbe en 1953, mais elle n'est pas retenue en raison de son trop jeune âge. Toutefois, le réalisateur l'incite à devenir comédienne et elle s'inscrit au Conservatoire où elle rencontre François de Closets, son futur mari.
Inscrite dans la classe de Robert Manuel, elle y obtient un premier prix de conservatoire grâce à son interprétation dans George Dandin ou le Mari confondu ; elle passe deux ans à la Comédie-Française.
Sa carrière alterne le comico-dramatique, le burlesque et parfois le tragique. Un de ses premiers rôles au cinéma est la Grouchenka dans Les Frères Karamazov en 1969 aux côtés de Bernard Fresson et Pierre Brasseur.
Danièle Lebrun a aussi beaucoup joué au théâtre, mais le grand public la connaît surtout par les adaptations à la télévision de pièces de théâtre (comme Bérénice de Jean Racine, Lulu de Frank Wedekind, Le Jeu de l'amour et du hasard de Marivaux dans des réalisations de son époux Marcel Bluwal).
Au cinéma, elle a joué — entre autres — dans Ça n'arrive qu'aux autres, Camille Claudel et Uranus.
À la télévision, elle est la troublante Roxane, baronne de Saint-Gély aux côtés de Claude Brasseur dans Les Nouvelles Aventures de Vidocq, ainsi que Cécily dans la série Chéri-Bibi et plus récemment, Yvonne de Gaulle dans Le Grand Charles donnant la réplique à Bernard Farcy.
Au théâtre, elle joue pendant des années dans l'adaptation des Exercices de style de Raymond Queneau mis en scène par Jacques Seiler, et dans Domino de Marcel Achard.
En avril 2011, cinquante-trois ans après son premier passage, elle est réengagée en tant que pensionnaire de la Comédie-Française. Elle est nommée sociétaire le 1er janvier 2025 (543e sociétaire).

### Vie privée
D'un premier mariage avec le journaliste François de Closets, elle a un fils, Serge de Closets (1964-2014). De son second mariage avec Marcel Bluwal elle a une fille, Emmanuelle Bluwal (née en 1971).

## Filmographie

### Cinéma

#### Longs métrages
- 1960 : Le Mouton de Pierre Chevalier : Gisèle
- 1960 : Les Tortillards de Jean Bastia : Suzy Beauminet, la fille de César
- 1962 : Les Sept Péchés capitaux : (sketch L'envie) d'Édouard Molinaro
- 1971 : Ça n'arrive qu'aux autres de Nadine Trintignant : Sophie
- 1981 : Asphalte de Denis Amar : Florence Rouvier
- 1988 : Camille Claudel de Bruno Nuytten : Rose Beuret
- 1990 : Uranus de Claude Berri : Mme Archambaud
- 1991 : 588, rue Paradis d'Henri Verneuil : La mère d'Alexandre
- 1991 : Conte d'hiver d'Éric Rohmer : Paulina
- 1991 : Céline de Jean-Claude Brisseau : Mère de Céline
- 1992 : Drôles d'oiseaux de Peter Kassovitz : Marthe Mere
- 1993 : L'argent fait le bonheur de Robert Guédiguian : La Prostituée
- 1994 : Je t'aime quand même de Nina Companeez : Betty
- 1995 : Un héros très discret de Jacques Audiard: Madame Dehousse
- 1996 : Assassin(s) de Mathieu Kassovitz : La mère de Max
- 1998 : Belle Maman de Gabriel Aghion : Josette
- 1998 : Le Plus Beau Pays du monde de Marcel Bluwal : Ginette Maurey
- 1999 : La Débandade de Claude Berri : Myriam
- 1999 : L'Extraterrestre de Didier Bourdon : Edith
- 1999 : En face de Mathias Ledoux : La femme en rouge
- 2006 : Ensemble, c'est tout de Claude Berri : La mère de Camille
- 2007 : 72/50 d'Armel de Lorme et Gauthier Fages de Bouteiller
- 2007 : Disco de Fabien Onteniente : La mère Navarre
- 2009 : Une semaine sur deux (et la moitié des vacances scolaires) d'Ivan Calbérac : Nicole
- 2010 : Imogène McCarthery de Alexandre Charlot et Franck Magnier : Mrs Elroy
- 2012 : La Vie d'une autre de Sylvie Testud : Denise
- 2017 : Marie-Francine de Valérie Lemercier : la femme sur le marché
- 2023 : Une année difficile d'Éric Toledano et Olivier Nakache : Madeleine
- 2023 : Noël joyeux de Clément Michel

#### Courts métrages
- 1987 : La Face cachée de la Lune d'Yvon Marciano
- 2003 : Toute une histoire de Jean Rousselot : La mère
- 2010 : L'Accordeur d'Olivier Treiner : La Femme

### Télévision
- 1964 : La Cousine Bette d'Yves-André Hubert : Hortense Hulot
- 1966 : L'Âge heureux de Philippe Agostini
- 1966 : Le Théâtre de la jeunesse : L'Homme qui a perdu son ombre d'Adelbert von Chamisso, réalisation Marcel Cravenne : Mina
- 1966 : La Fausse Suivante ou le Fourbe puni de Marivaux, réalisation Jean-Paul Sassy : La Comtesse
- 1967 : Le Jeu de l'amour et du hasard de Marivaux, réalisation Marcel Bluwal : Silvia
- 1967 : Bajazet de Racine, réalisation Michel Mitrani : Atalide
- 1967 : Au théâtre ce soir : Pour avoir Adrienne de Louis Verneuil, mise en scène Pierre Mondy, réalisation Pierre Sabbagh, Théâtre Marigny : Adrienne
- 1968 : Sarn de Claude Santelli : Jancis
- 1968 : La Double Inconstance de Marivaux, mise en scène et réalisation Marcel Bluwal : Silvia
- 1969 : Les Frères Karamazov de Marcel Bluwal : Grouchenka
- 1970 : L'Illusion comique de Corneille, réalisation Robert Maurice : Lyse
- 1971 : Le Malade imaginaire de Molière, réalisation Claude Santelli : Béline
- 1971 : Les Nouvelles Aventures de Vidocq de Marcel Bluwal : Baronne de Saint-Gely (1971-1973)
- 1972 : Une femme qui a le cœur trop petit d'Alain Dhénaut : Balbine
- 1973 : Au théâtre ce soir : Laurette ou l'Amour voleur de Marcelle Maurette et Marc-Gilbert Sauvajon, mise en scène Jacques-Henri Duval, réalisation Georges Folgoas, Théâtre Marigny : Laurette
- 1974 : La Dernière Carte de Marcel Cravenne : Léopoldine
- 1974 : Chéri-Bibi de Jean Pignol : Cécily
- 1975 : Bérénice de Racine, réalisation Raymond Rouleau : Bérénice
- 1976 : Sara de Marcel Bluwal : Sara
- 1976 : Les Infidèles d'Alain Dhénaut : Diane
- 1978 : Mitzi d'Arthur Schnitzler, réalisation Marcel Bluwal : Mitzi
- 1978 : Lulu de Frank Wedekind, réalisation Marcel Bluwal : Lulu
- 1979 : Joséphine ou la comédie des ambitions de Robert Mazoyer : Joséphine de Beauharnais
- 1981 : Le Pain de fougère d'Alain Boudet : La duchesse d'Aiguillon
- 1983 : Emmenez-moi au théâtre : La Soupière de Robert Lamoureux, réalisation Paul Planchon : Germaine Lapuy
- 1984 : Irène et Fred de Roger Kahane : Irène Joliot-Curie
- 1985 : Music-hall de Marcel Bluwal : Freval
- 1987 : Série noire : 1996 de Marcel Bluwal : Madame Faradace
- 1988 : Les Enquêtes du commissaire Maigret : Maigret et l'Inspecteur malgracieux de Philippe Laïk : Mathilde
- 1989 : Mon dernier rêve sera pour vous de Robert Mazoyer : Céleste de Chateaubriand
- 1990 : S.O.S. disparus : L'Autre Planète de Maurice Frydland, Sophie Leroux
- 1990 : Haute Tension : Les Amants du lac de Joyce Buñuel : Hélène
- 1990 : L'Ami Giono : Onorato de Marcel Bluwal : Hélène de Sceez
- 1990 : Clérambard de Marcel Bluwal : La comtesse Louise de Clérambard
- 1990 : Stirn et Stern de Peter Kassovitz : Jeanne Stirn
- 1993 : Mayrig d'Henri Verneuil : La mère d'Alexandre
- 1993 : Lucas de Nadine Trintignant : Sophia
- 1993 : Une femme sans histoire d'Alain Tasma : Marie Bonnet
- 1993 : Les Cinq Dernières Minutes : Scaramouche de Jean-Jacques Kahn
- 1993 : Le Bœuf clandestin de Lazare Iglesis : Mme Berthaud
- 1993 : Les Maîtres du pain de Hervé Baslé : La baronne
- 1994 : Les Absences du Président de Gérard Guillaume : Mme Deschanel
- 1994 : Maigret : Maigret se trompe de Joyce Buñuel : Madame Gouin
- 1995 : Lise ou l'affabulatrice de Marcel Bluwal : Marion
- 1996 : Les Enfants du mensonge de Frédéric Krivine : Martine
- 1996 : Alla turca de Macha Méril : La secrétaire
- 1998 : Les Moissons de l'océan de François Luciani : Mme Reine Levasseur
- 2000 : Les Ritaliens (L'Air italien) de Philomène Esposito : Gisèle Moreau
- 2000 : Le Coup du lapin de Didier Grousset : Irène
- 2000 : Chercheur d'héritiers : Bonjour Philippine de Olivier Langlois : Françoise Garmont
- 2001 : Des nouvelles des enfants de Daniel Janneau : Jeanne
- 2002 : Madame Sans-Gêne de Philippe de Broca : Letizia Bonaparte
- 2002 : La Liberté de Marie de Caroline Huppert : Catherine Berteau
- 2003 : Changer tout d'Élisabeth Rappeneau : Philomène Cortal
- 2003 : Le Premier Fils de Philomène Esposito : Madeleine
- 2003 : Nés de la mère du monde de Denise Chalem : Nina Sidowski
- 2004 : Vous êtes de la région ? de Lionel Epp : Hélène
- 2004 : Le Voyageur sans bagage de Pierre Boutron : La duchesse
- 2005 : Désiré Landru de Pierre Boutron : Madame Cuchet
- 2005 : Les Cordier, juge et flic : Délit de fuite de Jean-Marc Seban : Louise Bontemps
- 2005 : La Crim' : Crime de sang de François Luciani : Caroline Lagrange
- 2005 : Le Voyageur de la Toussaint de Philippe Laïk : Géraldine Eloi
- 2006 : Fête de famille de Lorenzo Gabriele : Colette Mercier
- 2006 : Le Grand Charles de Bernard Stora : Yvonne de Gaulle
- 2006 : Je hais les parents de Didier Bivel : Monique
- 2007 : Les Sœurs Robin de Jacques Renard : Aminthe Robin
- 2007 : Les Interminables de Thomas Pieds : Gladyss
- 2007 : La Légende des trois clefs de Patrick Dewolf : Mathilde Sancier
- 2012 : Les Vieux Calibres de Marcel Bluwal : Emilienne
- 2014 : La Clinique du docteur Blanche de Sarah Lévy : Sophie Blanche
- 2014 : Monsieur Max et la rumeur de Jacques Malaterre : Clémence
- 2014 : Les Trois sœurs de Valeria Bruni Tedeschi : Anfissa
- 2016 : Lebowitz contre Lebowitz : Esprit de famille de Christophe Barraud : Suzanne Gerberon
- 2022 : Les Enfants des justes de Fabien Onteniente : Mme Weisemann
- 2022 : Les Mystères de la duchesse d'Emmanuelle Dubergey : Jeanne Labeguerri

## Doublage
- 2024-2025 : Knokke Off : Jacqueline Vandael (Viviane De Muynck) (saison 2)

## Théâtre

### Comédie-Française
- Entrée à la Comédie-Française en 1958
- 1958 : La Dame de Monsoreau d'Alexandre Dumas, mise en scène Jacques Eyser, Jeanne
- 1959 : Un homme comme les autres d'Armand Salacrou, mise en scène Jacques Dumesnil, Ded
- 1960 : Le Voyage à Biarritz de Jean Sarment, la Jeune fille
- 1960 : Chacun sa vérité de Luigi Pirandello, Dina
- Retour à la Comédie-Française le 11 avril 2011
- 2011 : On ne badine pas avec l'amour d'Alfred de Musset, mise en scène Yves Beaunesne, Théâtre du Vieux-Colombier, Dame Pluche
- 2012 : La Trilogie de la Villégiature de Carlo Goldoni, mise en scène Alain Françon, Théâtre Éphémère, Sabina
- 2012 : Un Chapeau de paille d'Italie d'Eugène Labiche, mise en scène Giorgio Barberio Corsetti, Salle Richelieu, La Baronne de Champigny
- 2013 : Les Trois Sœurs d'Anton Tchekhov, mise en scène Alain Françon, Salle Richelieu, Anfissa
- 2014 : La Visite de la vieille dame de Friedrich Dürrenmatt, mise en scène Christophe Lidon, Théâtre du Vieux-Colombier, Claire Zahanassian
- 2014 : Cabaret Barbara de Barbara, mise en scène Béatrice Agenin, Studio-Théâtre
- 2015 : Innocence de Dea Loher, mise en scène Denis Marleau, Salle Richelieu, Frau Zucker
- 2015 : Roméo et Juliette de William Shakespeare, mise en scène Eric Ruf, Salle Richelieu, Lady Capulet
- 2017 : La Règle du jeu de Jean Renoir, mise en scène Christiane Jatahy, Salle Richelieu, Madame de La Bruyère
- 2018 : Poussière de Lars Noren, mise en scène de l'auteur, Salle Richelieu
- 2019 : Les Oubliés de et mise en scène Julie Bertin et Jade Herbulot, Théâtre du Vieux-Colombier
- 2019 : La Petite sirène, mise en scène Géraldine Martineau, Studio-Théâtre
- 2020 : Hors la loi de Pauline Bureau, mise en scène de l'auteur, Théâtre du Vieux-Colombier
- 2020 : Juste la fin du monde de Jean-Luc Lagarce, direction artistique Hervé Pierre
- 2022 : Le Silence de Molière de Giovanni Macchia, mise en scène Anne Kessler, Studio-Théâtre
- 2022 : La Reine des neiges, l'histoire oubliée de Kay et Gerda de Johanna Boyé et Élisabeth Ventura d'après Hans Christian Andersen, mise en scène Johanna Boyé, Théâtre du Vieux-Colombier
- 2023 : Théorème / Je me sens un cœur à aimer toute la terre d'Amine Adjina d'après Pier Paolo Pasolini, mise en scène d'Amine Adjina, Théâtre du Vieux-Colombier
- 2024 : Le Soulier de satin de Paul Claudel, mise en scène Éric Ruf, Salle Richelieu

## Distinctions

### Récompenses
- Prix du Syndicat de la critique 1977 : meilleure comédienne pour Madame de Sade
- Molières 1992 : Molière de la comédienne dans un second rôle pour Le Misanthrope ou l'Atrabilaire amoureux'
- Molières 2006 : Molière de la comédienne dans un second rôle pour Pygmalion

### Nominations
- Molières 1990 : Molière de la comédienne pour Faut pas tuer maman
- César 1991 : César de la meilleure actrice dans un second rôle pour Uranus
- Molières 1994 : Molière de la comédienne pour La Fille à la trompette
- Molières 1997 : Molière de la comédienne pour Célimène et le Cardinal
- Molières 2003 : Molière de la comédienne pour Jeux de scène

### Décoration
- Officier de l'ordre national du Mérite